# Oleksandr Dovženko
Oleksandr Dovženko (ukr. Олександр Петрович Довженко); (Sosnicja, 10. rujna 1894. – Moskva, 25. studenoga 1956.) ukrajinski filmski redatelj, scenarist, producent i ravnatelj filmske produkcije u Sovjetskom Savezu. Spada među najpoznatije sovjetske redatelje i pionire sovjetskog odnosno ukrajinskog filma.
Dovženko se ubraja među najbolje ukrajinske filmske redatelje, smatra ga se izrazitim patriotom koji je u nezahvalnim uvjetima sovjetske centralizacijske politike izdvajao vrijednost ukrajinske kulture i tradicije u sklopu sovjetskog filma. Dovženko potječe iz ugledne ukrajinske kozačke obitelji s prostora Poltavske oblasti. 

## Vanjske poveznice
- Aleksandr Dovzhenko u internetskoj bazi filmova IMDb-u (engl.)
- Neglected giant Alexander Dovzhenko at the MFA
- Alexander Dovzhenko's Silent Trilogy: A Visual Exploration  Arhivirana inačica izvorne stranice od 8. lipnja 2010. (Wayback Machine)